# 維爾納總督區
維爾納總督區，1830年前稱立陶宛總督區，是1794年至1912年間俄罗斯帝国所設立的總督區，下轄维尔纳省、格羅德諾省與科夫諾省三省。維爾納總督兼任維爾納軍區指揮官。根據1897年俄羅斯帝國人口普查，當年維爾納總督區下共有475.4萬名居民。

## 組成
維爾納總督區於1794年11月10日（格里曆，儒略曆則為1794年10月30日）立陶宛大公国在第三次瓜分波蘭後併入俄羅斯帝國時由時任俄羅斯女皇叶卡捷琳娜二世所委任的首任總督尼古拉·瓦西里耶維奇·列普寧根據命令成立。維爾納總督區轄下的主要領土範圍今為立陶宛和白俄罗斯西部。維爾納總督區並不常設助理總督，歷任助理總督均根據特別最高命令任命。
1794年至1797年間，維爾納總督區下轄維爾納省與斯洛尼姆省兩省，兩省後由時任俄羅斯皇帝保罗一世併為立陶宛省。保羅一世遭暗殺駕崩後，立陶宛省再次分拆為維爾納省與格羅德諾省。1834年，維爾納省的7個位於西部的縣自維爾納省析出，為科夫諾省。1842年，科夫諾省正式由維爾納總督區管轄。1912年，維爾納總督區被撤銷。
維爾納總督區亦曾短暫下轄以下其他的領土：
- 明斯克省（1834年－1852年，1862年－1870年）
- 維捷布斯克省（1862年－1869年）
- 莫吉廖夫省（1862年－1869年）
- 奧古斯圖夫省（英语：Augustów Governorate）的四個自治市（1863年－1864年）

## 歷任總督
| 總督                                              | 就任（格里曆） | 離任（格里曆） | 任期長度  |
| ------------------------------------------------- | -------------- | -------------- | --------- |
| 尼古拉·瓦西里耶維奇·列普寧                        | 1794年11月10日 | 1798年12月7日  | 4岁27天   |
| 鮑里斯·彼得羅維奇·拉西                            | 1798年12月7日  | 1799年11月6日  | 334天     |
| 伊凡·彼得羅維奇·戈里奇（Иван Петрович Горич）                        | 1799年11月24日 | 1799年12月30日 | 36天      |
| 米哈伊尔·伊拉里奥诺维奇·库图佐夫                  | 1799年12月30日 | 1801年7月23日  | 1岁205天  |
| 列文·奥古斯特·馮·本尼格森                         | 1801年7月23日  | 1806年10月2日  | 5岁71天   |
| 亞歷山大·米哈伊洛維奇·林姆斯基-高沙可夫           | 1806年10月17日 | 1809年7月15日  | 2岁271天  |
| 米哈伊尔·伊拉里奥诺维奇·库图佐夫（第二次）        | 1809年7月15日  | 1812年4月29日  | 2岁289天  |
| 亞歷山大·米哈伊洛維奇·林姆斯基-高沙可夫（第二次） | 1812年4月29日  | 1831年1月5日   | 18岁251天 |
| 馬特維·葉夫格拉福維奇·赫拉波維茨基                | 1831年1月5日   | 1831年4月4日   | 89天      |
| 尼古拉·安德烈耶維奇·多爾戈魯科夫                  | 1831年4月4日   | 1840年3月30日  | 8岁361天  |
| 費奧多爾·雅科夫列維奇·米爾科維奇                  | 1840年4月13日  | 1850年3月11日  | 9岁332天  |
| 伊利亞·加夫里洛維奇·比比科夫                      | 1850年3月27日  | 1855年12月22日 | 5岁270天  |
| 弗拉基米爾·伊萬諾維奇·納齊莫夫                    | 1855年12月22日 | 1863年5月13日  | 7岁142天  |
| 米哈伊爾·尼古拉耶維奇·穆拉維約夫                  | 1863年5月13日  | 1865年4月29日  | 1岁351天  |
| 康斯坦丁·彼得洛维奇·考夫曼                        | 1865年4月29日  | 1866年10月21日 | 1岁175天  |
| 愛德華·特羅菲莫維奇·馮·巴拉諾夫                   | 1866年10月21日 | 1868年3月15日  | 1岁146天  |
| 亞歷山大·利沃維奇·波塔波夫                        | 1868年3月15日  | 1874年8月3日   | 6岁141天  |
| 彼得·帕夫洛維奇·阿爾別丁斯基                      | 1874年8月3日   | 1880年5月30日  | 5岁301天  |
| 法蘭茨·愛德華·馮·托特爾本                         | 1880年5月30日  | 1884年7月1日   | 4岁32天   |
| 伊凡·謝苗諾維奇·卡哈諾夫                          | 1884年9月18日  | 1893年1月13日  | 8岁117天  |
| 彼得·瓦西里耶維奇·奧爾熱夫斯基                    | 1893年1月13日  | 1897年4月12日  | 4岁89天   |
| 維塔利·尼古拉耶維奇·托洛茨基                      | 1897年12月18日 | 1901年5月22日  | 3岁155天  |
| （空缺）                                          | 1901年5月23日  | 1902年9月29日  | 1岁129天  |
| 彼得·德米特里耶维奇·斯维亚托波尔克-米尔斯基       | 1902年9月30日  | 1904年9月8日   | 1岁344天  |
| 亞歷山大·亞歷山德羅維奇·弗雷澤                    | 1904年10月25日 | 1906年1月1日   | 1岁68天   |
| 君士坦丁·法德耶維奇·克里希維茨基                  | 1906年1月1日   | 1909年3月26日  | 3岁84天   |

## 歷任助理總督
| 助理總督                       | 就任（格里曆） | 離任（格里曆） | 任期長度 |
| ------------------------------ | -------------- | -------------- | -------- |
| 亞歷山大·利沃維奇·波塔波夫     | 1864年7月26日  | 1865年4月29日  | 277天    |
| 米哈伊爾·伊萬諾維奇·切爾特科夫 | 1867年9月17日  | 1868年3月14日  | 179天    |
| 彼得·羅曼諾維奇·巴格拉季翁     | 1868年4月6日   | 1870年10月4日  | 2岁181天 |
| 伊凡·謝苗諾維奇·卡哈諾夫       | 1884年1月26日  | 1884年9月18日  | 236天    |